# Philippe Romain Ménard
Pour les articles homonymes, voir Ménard.
Philippe Romain Ménard, né le 23 octobre 1750 à Liancourt-Saint-Pierre dans l'Oise et mort le 13 février 1810 à Paris, est un général français de la Révolution et de l’Empire.

## Biographie
Il est le deuxième d'une famille de six enfants, né dans la paroisse Notre-Dame à Liancourt-Saint-Pierre. Il commence sa carrière en 1775 comme soldat dans le régiment de Champagne.
Promu général de brigade dans l'armée d'Italie le 24 novembre 1794, il passe ensuite dans celle d'André Masséna. À ce poste, il est envoyé sur les frontières de la Suisse pour soutenir l'insurrection du Pays de Vaud contre le canton de Berne. Le 23 janvier 1798, à la suite d'un incident impliquant un de ses aides de camp et deux hussards, il proclame l'indépendance du Pays de Vaud et envahit la région avant d'être remplacé par le général Guillaume Brune.
Il est ensuite nommé général de division le 7 février 1798. Il rejoint l'armée d'Helvétie en 1799 et participe à la bataille de Zurich. Nommé chevalier de la Légion d'honneur le 12 décembre 1803, il est élevé à la dignité de commandeur de la Légion d'honneur le 14 juin 1804. Il est mis à la retraite, par décret, le 25 juin 1806.
Son nom apparaît sous l'arc de triomphe de l'Étoile, 25e colonne.

## Sources et références
1. 1 2  Liancourt-Saint-Pierre Notre-Dame, BMS 1722-1752, côte 3E361/4, page 174/185, 2e acte page de droite

- Fabienne Abetel-Béguelin, « Ménard, Philippe Romain » dans le Dictionnaire historique de la Suisse en ligne, version du 30 octobre 2008.
- Louis-Gabriel Michaud, Biographie des hommes vivants, ou Histoire par ordre alphabétique de la vie publique de tous les hommes qui se sont fait remarquer par leurs actions ou leurs écrits, vol. 4 (lire en ligne), p. 401
- « Menard (Philippe-Romain) », dans A. Lievyns, Jean Maurice Verdot, Pierre Bégat, Fastes de la Légion d'honneur, biographie de tous les décorés accompagnée de l'histoire législative et réglementaire de l'ordre, vol. III, 1844 [détail de l’édition] (BNF 37273876, lire en ligne), p. 389